# Davide Gualtieri
Davide Gualtieri (Cidade de San Marino, 27 de abril de 1971) é um ex-futebolista samarinês.

## Gol mais rápido de Eliminatórias de Copa do Mundo
Tornou-se conhecido ao marcar o gol mais rápido em uma eliminatória de Copa do Mundo. A partida era entre San Marino e Inglaterra, pela última rodada do grupo de ambos nas eliminatórias para a Copa do Mundo FIFA de 1994. Com apenas 8,3 segundos de jogo, aproveitando um passe errado do zagueiro Stuart Pearce para o goleiro David Seaman, Gualtieri aproveitou e marcou o gol ("Quando Stuart Pearce recebeu a bola, continuei correndo. Eu deveria ter parado, mas algo me disse para seguir. O passe para trás foi muito fraco e eu pude roubar a bola e bater o Seaman"). Era a primeira partida dele, à época com 22 anos e estudante de engenharia da computação, como titular da seleção. Seria seu único gol por ela, onde atuaria até 1999.
A Inglaterra, para ir ao Mundial dos EUA, precisava ganhar a partida por sete gols de diferença, e torcer para a derrota dos concorrentes Países Baixos para a já desclassificada Polônia, com ambos jogando no campo adversário. Apesar do fato de que a vaga ficaria com os neerlandeses mesmo com máscula vitória britânica - uma vez que venceriam os poloneses por 3 x 1 -, o gol de Gualtieri ficaria marcado como aquilo que a imprensa inglesa chamou de "The End of the World (Cup)", "O Fim (da Copa) do Mundo": os ingleses chegariam a virar para 7 x 1, faltando-lhes um gol a mais - ou sem o gol adversário - para poderem aspirar à vaga.
O feito fez dele o mais famoso jogador de San Marino entre os britânicos: malquisto pelos ingleses, adorado pelos escoceses, para o seu divertimento: "Meu irmão foi lá (na Escócia) uma vez e todo mundo pagou cervejas para ele só porque é de San Marino. Quando ele disse que era meu irmão, os caras quase desmaiaram". Em razão desse gol, Gualtieri ainda é esporadicamente procurado por reportagens esportivas.

## Marca quebrada
Sua marca foi quebrada pelo belga Christian Benteke em partida válida pelas Eliminatórias da Copa do Mundo de 2018 contra Gibraltar, em 10 de outubro de 2016 no Estádio Algarve, quando anotou três gols da vitória belga por 6–0, sendo o primeiro deles, aos sete segundos de jogo.